# Diògenes d'Apol·lònia
Diògenes (en grec antic: Διογένης ὁ Ἀπολλωνιάτης, Diogenēs ho Apol·lōniātēs), fill d'Apol·lòtemis, va ser un filòsof de l'antiga Grècia natural d'Apol·lònia que va viure al segle v aC.
S'ha discutit quina és aquesta ciutat d'Apol·lònia. Més que no pas Apol·lònia de Creta, sembla més raonable, com diu Claudi Elià, Apol·lònia de l'Euxí, atès que, com a colònia de Milet, era més susceptible d'influències de la tradició filosòfica milèsia. Es diu, en efecte, que era contemporani d'Anaxàgoras, del qual va recollir algunes idees. Seguí les teories d'Anaxímenes, i considerava l'aire com a element primordial: l'aire formava part de totes les coses, i al mateix temps era la divinitat; l'aire era déu. El seu pensament filosòfic xocava amb la religió de l'estat, i això li va ocasionar problemes; per aquest motiu es refugià a l'Àtica.
Simplici va analitzar i recollir fragments de la seva obra, els únics conservats del llibre (o llibres) que va escriure Diògenes. Es considera seu un llibre escrit en jònic titulat Περὶ Φύσεως, 'Sobre la naturalesa'. Simplici diu que va escriure altres llibres a més d'aquest: un sobre meteorologia i un altre sobre la naturalesa física de l'home, però reconeix que només va llegir el primer. En llibres d'Aristòtil es recull la seva aportació sobre les venes del cos humà i una versió paròdica de la seva ontologia apareix a les comèdies d'Aristòfanes.
Es considera que Diògenes i Demòcrit d'Abdera tanquen el període presocràtic. Durant la segona meitat del segle v aC, i especialment durant la guerra del Peloponnès, quan Sòcrates era ja a l'edat madura, es va abandonar la tendència cosmològica, que volia explicar filosòficament el món exterior i de forma molt secundària la problemàtica de l'home, per substituir-la per un acostament humanístic a la filosofia, on l'estudi de l'home és el punt de partida de tota investigació.